# Серебряный век русской культуры
Сере́бряный век — период в истории русской культуры, относящийся к началу XX века, совпавший с эпохой модерна. Такое его название распространилось лишь во второй половине XX века. В европейской культуре рубеж XIX—XX веков получил общепринятое французское наименование fin de siècle («конец века») и Belle Epoque («прекрасная эпоха»).

## Понятие и термин
Эпоха рубежа веков получила название «Серебряного века» уже после её завершения. Понятие возникло в среде русской эмиграции (что немаловажно), и изначально было соотнесено с «Золотым веком» Пушкинской эпохи (начала XIX века), ретроспективно оценивая ушедшее время как второй расцвет русской культуры после него. Следует указать, что серебряный век по отношению к золотому традиционно подразумевает эпигонство, деградацию и декаданс.
На авторство термина претендовали философ Николай Бердяев, писатели Николай Оцуп, Сергей Маковский. В отличие от общеевропейского fin de siècle, об искусстве и, главным образом, литературе Серебряного века говорят только применительно к русской культуре.

## Серебряный век русской поэзии
Чаще всего используется в сочетании «поэзия Серебряного века», — в понятии, охватывающем не только видных поэтов, но также десятки и сотни любителей, которые создали среду, необходимую для их появления. Вообще, для Серебряного века характерно появление широкого слоя просвещённых любителей искусств. Многие из этих любителей сами впоследствии становились профессионалами, другие же составляли аудиторию, были зрителями, слушателями, читателями, критиками.
- Русский символизм, объединившийся вокруг общества «Мир искусства» и одноимённого журнала
- Акмеизм, объединённый в Цех поэтов

Широкое бытование выражение «Серебряный век» получило в Советском Союзе после знакомства читателей с «Поэмой без героя» Анны Ахматовой (первая сокращённая публикация в сборнике «Бег времени», 1965):

На Галерной чернела арка, 

В Летнем тонко пела флюгарка 

И серебряный месяц ярко 

Над серебряным веком стыл…

## Русская философия Серебряного века
Помимо поэзии Серебряный век был представлен и в русской философии. Его начало связывают с революцией 1905 года, когда интеллигенция переключила своё внимание с социально-политических вопросов на мистико-духовные. В 1906 году в Москве было создано Религиозно-философское общество имени Вл. Соловьева, а в 1907 году — Петербургское религиозно-философское общество. Ярким событием этой поры стал выход сборника «Вехи» (1909). Характерной чертой Русской философии Серебряного века было богоискательство, декадентство, интуитивизм. Конец Серебряного века в русской философии связан с установлением советской власти, когда некоторые философы были вынуждены покинуть страну.

## Рождение новых театральных форм
В эпоху Серебряного века родились новые театральные формы: театр миниатюр и театр-кабаре. Новый театр способствовал рождению авангардных форм сценария, режиссуры, сценографии, актёрского искусства. Позже достижения театра миниатюр и кабаре легли в основу театра эстрады.
В 1915—1917 годах давал представления петроградский «Интимный театр Б. С. Неволина». В 1911 году открылся «Мамонтовский театр миниатюр».
В начале XX века театры-кабаре открывались в Одессе и Владивостоке, Киеве и Севастополе,  Харькове и Ростове-на-Дону. В 1918—1919 годах  в Одессе давали представления двадцать кабаре. Наиболее известными российскими кабаре были «Кривое зеркало» , «Бродячая собака» , «Привал комедиантов» в Санкт-Петербурге / Петрограде и театр-кабаре «Летучая мышь»  в Москве.